# Erik Granum
Erik Granum (født 14. marts 1944, Vejle, død 27. januar 2024) var en dansk ingeniør og professor emeritus fra  Institut for Arkitektur og Medieteknologi på Aalborg Universitet.
Han blev uddannet teknikumingeniør fra Aarhus Teknikum  i 1967. Herefter arbejdede han som udviklingsingeniør hos Terma, indtil han i 1971 læste til civilingeniør i elektronik på Danmarks Tekniske Universitet, som blev færdiggjort i 1973. Han fortsatte herefter med en ph.d., som han færdiggjorde i 1981. Han blev ansat som lektor på Aalborg Universitet i 1983, og blev i 1989 ansat som professor i informationssystemer samme sted.
Han modtog Villum Kann Rasmussens Årslegat til Teknisk og Naturvidenskabelig Forskning i 1991.
Granum blev institutleder for Medieteknologi og Ingeniørvidenskab ved oprettelsen i 2005 på IHK i Ballerup. Han fratrådte stillingen igen i 2008 af helbredsmæssige årsager. Han blev professor emeritus i 2009.